# ダイエー徳力店
ダイエー徳力店（ダイエーとくりきてん）は、かつて株式会社ダイエーが福岡県北九州市小倉南区で運営していた店舗で、北九州地域では初の郊外型ショッピングセンターだった。

## 概要
北九州市小倉南区徳力とその周辺では、日本住宅公団（現・独立行政法人都市再生機構）によって大規模な住宅団地が造成されたことをきっかけに急激に都市化が進み人口も増加した。しかし、商業施設は昔ながらの商店や食品を主体としたスーパーが中心であった。
そこで、まず1979年にニチイによってやや高台の部分に「ニチイ徳力店」（その後マイカル九州→イオン九州の徳力サティ→イオン徳力店）が開業。その翌年、直方市の複合企業「谷弥」（たにや）と、出店テナントによって結成された組合により、ユニードを核テナントに「セブンアップ飲料北部九州」の本社工場跡にオープンした。ショッピングセンターとしての名称は当時のユニードの同種店舗の事例に倣い「徳力アピロス」とした。
その後、ユニードとダイエーの段階的統合によりロゴデザインがダイエーのものに変わり、完全合併によって店名もダイエーとなった。これを機に専門店部分は“独立”し、独自のロゴマークを導入、要望により徳力アピロス専門店街のまま続いた。
ダイエーとサティは場所柄棲み分けを図りつつ猛烈な販売競争を繰り広げてきた。しかし、両店は経営母体の経営不振により同じ「イオングループ」となったこと、小倉南区東部の大型商業施設（ザ・モール小倉（後のサニーサイドモール小倉）、サンリブシティ小倉）に加え、同じ会社内で最初からダイエーとして開店した城野店などとの競合に晒されたこともあり、売り上げの落ち込みは止まらず、さらには屋上が駐車場だったことも重なり建物自体の老朽化も顕著になった。
このため谷弥やダイエー、組合などは建て替えを前提として閉店することを決断し、2009年2月末で閉店した。その後解体され、更地になった。

### 跡地の状況
2009年5月13日付けで一旦「開発予告標識」が設置されていたが、その後2年以上建設が始まらない状態が続いていた。
2012年10月25日、サンリブを核テナントとした新たなショッピングセンター「サンリブもりつね」が、谷弥をデベロッパーとして開業した。アピロスに入っていた多くのテナントは退店または移転したが、化粧品店・青果店・精肉店の3店が復店している。なお、ミスタードーナツとひよ子については改めて新規店舗としての出店となった。
余談だが、前述のイオン徳力店に関しても2017年に閉店し、跡地にやはりサンリブが新たな商業施設（マルショク新守恒店）を開店させている。

## 構造
| 階   | フロア概要                         |
| ---- | ---------------------------------- |
| 屋上 | 駐車場（約60台駐車可能）           |
| 2階  | 衣料品・家電・化粧品・寝具・専門店 |
| 1階  | 食料品・専門店                     |

## 主なテナント
- ダイエー
- ミスタードーナツ徳力ショップ ※北九州市内では小倉魚町ショップに次いで2番目に古い店舗であった。
- ダイソー
- 西日本シティ銀行（旧福岡シティ銀行設置）ATMコーナー